# 나 맡은 본분은
나 맡은 본분은(A Charge to Keep I Have)은 찰스 웨슬리가 쓴 찬송이다. 1762년 웨슬리의 성경 구절에 관한 짧은 찬송가(Short Hymns on Select Passages of the Holy Scriptures)에서 처음 출판되었다. 가사는 레위기 8장 35절에 기초를 두고 있다.

## 가사

### 원문
원문은 아래와 같다.
A charge to keep I have,

A God to glorify,

A never-dying soul to save,

And fit it for the sky;

To serve the present age,

My calling to fulfil:

O may it all my powers engage

To do my Master’s will!

Arm me with jealous care,

As in thy sight to live,

And O! thy servant, Lord, prepare

A strict account to give:

Help me to watch and pray,

And on thyself rely,

Assur’d, if I my trust betray,

I shall for ever die.

### 한국어 가사
1. 나 맡은 본분은 구주를 높이고
뭇 영혼 구원 얻도록 잘 인도함이라
2. 부르심 받들어 내 형제 섬기며
구주의 뜻을 따라서 내 정성 다하리
3. 주 앞에 모든 일 잘 행케 하시고
이후에 주를 뵈 올때 상 받게 하소서
4. 나 항상 깨어서 늘 기도 드리며
내 믿음 변치 않도록 날 도와주소서